# غابور سومورجاي
غابور سومورجاي (بالإنجليزية: Gábor A. Somorjai)(من مواليد 4 مايو 1935) هو كيميائي أمريكي،  وأستاذ جامعي في جامعة كاليفورنيا في بيركلي، وهو باحث رائد في مجال كيمياء الأسطح والحفز الكيميائي، وخاصة الآثار الحفزية لأسطح المعادن. لمساهمته في هذا المجال، فاز سومورجاي بجائزة وولف في الكيمياء في عام 1998، جائزة لينوس باولنغ‏ في عام 2000، والميدالية الوطنية للعلوم في عام 2002، وميدالية بريستلي في عام 2008، جائزة بنك بلباو فيزكايا أرجنتاريا لحدود المعرفة في العلوم الأساسية لعام 2010 وجائزة NAS في العلوم الكيميائية في عام 2013. في الآونة الأخيرة، في أبريل 2015، حصل سومورجاي على ميدالية وليم نيقولاس من الجمعية الكيميائية الأمريكية.